# Rastrelliera

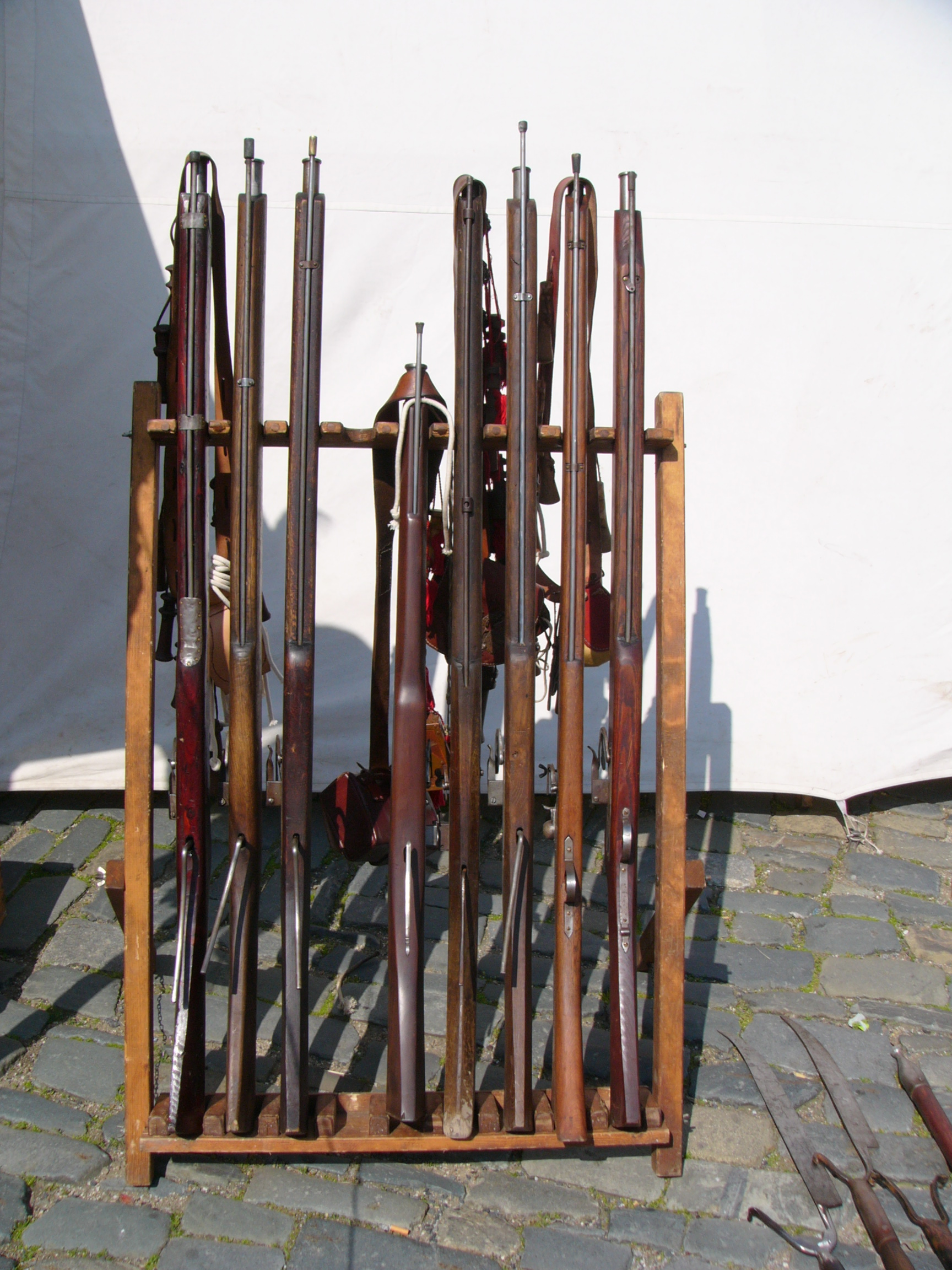
Rastrelliera contenente riproduzioni di moschetti della Guerra dei trent'anni

La rastrelliera (rack in lingua inglese) è un'intelaiatura a pioli lunghi che, opportunamente fissata ad una parete, permette di riporre o appendere oggetti vari.
Il vocabolo indicava, in ambito agricolo, l'intelaiatura in legno che, posta sopra la mangiatoia, serviva a riporre il fieno. Nell'uso comune, rastrelliera può essere definita l'intelaiatura ove vengono riposti i piatti sopra al lavandino, l'intelaiatura ove agganciare le biciclette in una ciclofficina o fucili ed armi varie in un'armeria.
La parola "rastrelliera" fece la sua comparsa nel vocabolario italiano nel XVI secolo.

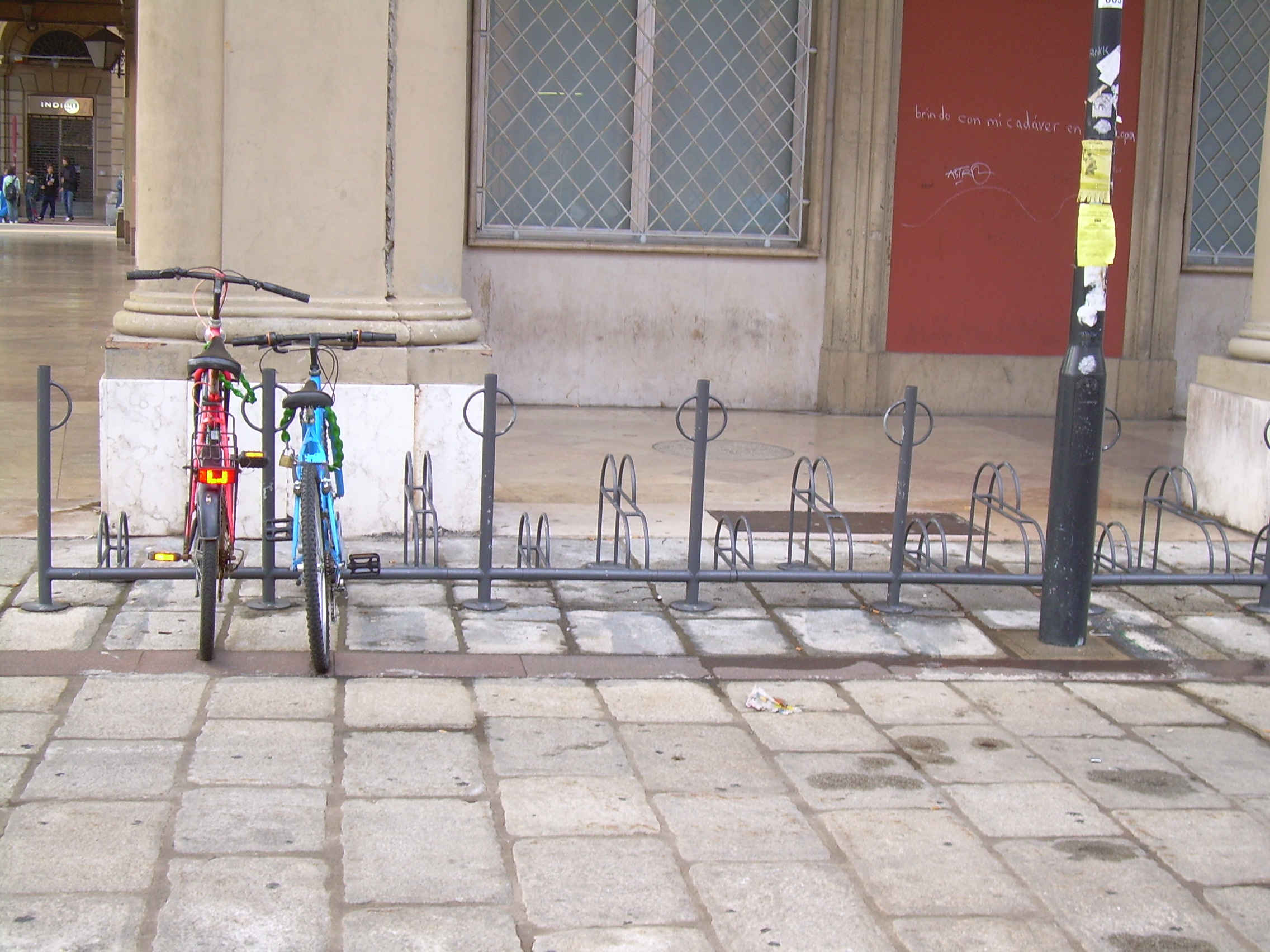
Rastrelliera per biciclette